# Comtés et seigneuries de Lotharingie
La Lotharingie, qui fut un royaume et un duché, fut partagée en 939 en Haute- et Basse-Lotharingie.

## Territoires de Basse-Lotharingie
- le comté d'Aerschot
- le comté d'Ardenne
- le comté d'Avernas
- le comté de Bastogne
- le comté de Berg
- le comté de Bonn
- le comté de Brugeron ou de Brunengeruz
- le comté de Bruxelles
- le comté de Cambrai
- le comté de Clermont
- le comté de Clervaux
- le comté de Clèves
- le comté de Duras
- le comté de Durbuy
- le comté de Grez
- le comté de Gueldre
- le comté de Hainaut
- le comté de Haspinga
- le comté de Hollande
- le comté de Horn
- le comté de Huy
- le comté de Juliers
- le comté de Kessel
- le comté de La Roche
- le comté de Limbourg
- le comté de Lomme
- le comté de Looz
- le comté de Louvain
- le comté de Luihgau
- le comté de Moha
- le comté de Moilla
- le comté de Molbach
- le comté de Namur
- le comté de Nurburg
- le comté de Salm
- le comté de Sayn
- le comté de Toneburg
- le comté de Toxandrie
- le comté de Twenthe
- le comté de Valenciennes
- le comté de Vianden
- le comté de Virneburg
- le comté de Zélande
- le comté de Zulpich
- le comté de Zutphen

## Territoires de Haute-Lotharingie
- le comté d'Arlon
- le comté de Bar
- le comté de Bidgau
- le comté d'Yvois
- le comté de Longwy
- le comté de Luxembourg
- le comté de Metz
- le comté de Mortagne
- le comté de Toul
- le comté de Vaudémont
- le comté de Verdun